# Cisterne van Philoxenos
De Cisterne van Philoxenos (ook wel bekend als Binbirdirek Cistern, ') is een Byzantijnse ondergrondse wateropslagplaats in Istanboel, in het district Sultanahmet.
De cisterne werd gebouwd onder een paleis, waarschijnlijk het paleis van Antiochus, in de 5e eeuw. Het reservoir had een oppervlak van 3640 m², goed om zo'n 40.000 m³ water op te slaan.
Het dak van de cisterne wordt gedragen door 224 marmeren kolommen van 14 tot 15 meter hoog. De kolommen bestaan elk uit twee delen die worden gesloten door een marmeren ring, de vloer is later opgehoogd waardoor van de onderste kolommen enkel het bovenste deel te zien is. Alle kolommen dragen een Grieks Steenhouwersmerk.
De cisterne werd in de 6e eeuw gerestaureerd in opdracht van Justinianus I nadat het bovenstaande paleis volledig was vernietigd door een brand in 475. Na de verovering van Constantinopel door de Turken in 1453 raakte het in onbruik, tot het werd herontdekt in de 17e eeuw toen men er het paleis van Fazli Pasha boven wilde bouwen.
De cisterne is tegenwoordig een toeristische attractie.